# Limba tulu
Limba tulu (Tulu: ತುಳು ಭಾಷೆ Tuḷu bāse [ˈt̪uɭu ˈbɒːsæ]) este o limbă vorbită de aproximativ 2 milioane de persoane, în mare parte în partea sud-vestică a statului indian Karnataka și într-o zonă restrânsă din nordul statului Kerala, cunoscută sub numele de Tulu Nadu. Limba aparține familiei de limbi dravidiene. 